# Noise the Show
Noise the Show war eine Hörfunksendung des seit 1949 bestehenden New Yorker Radiosenders WNYU. Die Sendung lief von 1981 bis 1982 und war die erste Show, in der die aufkommende Hardcore-Musik gespielt wurde. Moderatoren waren Tim Sommer, der als Musikjournalist für die Village Voice sowie als freier Mitarbeiter für das britische Sounds tätig war, und der Even-Worse-Schlagzeuger und Fanzine-Macher Jack Rabid. Sommer war für das Konzept der Sendung verantwortlich.
Die 30-minütige Sendung startete im Juni 1981 unter dem Namen Oi the Show, wechselte jedoch bald ihren Namen. Die Show war die erste Radiosendung, die sich primär mit Hardcore beschäftigte; vergleichbar war lediglich eine Sendung des Maximumrocknroll-Magazins, die seit 1979 auf dem kalifornischen Sender KPFA lief und Punkmusik sowie gelegentlich ausgewählte Hardcore-Stücke spielte. Zu den Bands, die dank Noise the Show in New York Bekanntheit erlangten, gehörten u. a. Bad Religion, die Beastie Boys, Heart Attack und Kraut. Noch vor Veröffentlichung der ersten Beastie-Boys-EP wurde ein Demo der Band in der Sendung gespielt, und die Aufnahmen wurden (inklusive Ausschnitten aus der Show) für das 1994 veröffentlichte Beastie-Boys-Kompilationsalbum Some Old Bullshit verwendet. Zahlreiche Bands der New Yorker Szene gaben den Moderatoren im Studio Interviews, so Heart Attack oder die Misfits. 1982 führte die Bekanntheit der Show dazu, dass Moderator Sommer vom Plattenlabel ROIR gebeten wurde, die Stücke für den stilbildenden New-York-Hardcore-Sampler New York Thrash auszuwählen. Mit dem Aufkommen der zweiten Welle des New York Hardcore (mit Bands wie Agnostic Front, den Cro-Mags oder Murphy’s Law) verloren sowohl Sommer als auch Rabid das Interesse an der Musik und gaben die Radiosendung auf.
Tim Sommer war 1989 Moderator der MTV-Sendung Post-Modern MTV sowie Produzent des Formats MTV News. Ab 1990 leitete er die Nachrichtenredaktion von VH1. Seit 1992 ist er im Bereich A&R von Atlantic Records tätig. Jack Rabid wertete sein Fanzine The Big Takeover in den späten 1980er-Jahren zu einem international renommierten Musikmagazin auf und trat in diversen Musik-Dokumentationsfilmen wie z. B. American Hardcore auf.
Der Einfluss, den Noise the Show auf die Hardcore-Szene New Yorks und der gesamten USA ausübte, ergibt sich aus den technischen Limitationen der damaligen Zeit. In der Prä-Internet-Ära waren Radioshows und Fanzines die einzigen Informationsquellen für Anhänger von Subkulturen. Aufnahmen der Show auf Kassette wurden getauscht, und zahlreiche spätere Hardcore-Musiker geben an, durch Noise the Show beeinflusst worden zu sein, so Roger Miret von Agnostic Front, Gary Meskil von den Crumbsuckers, Richie Birkenhead von Youth of Today oder Jon Biviano von Supertouch, der die Show als den „Puls der aufkeimenden Hardcore-Szene“ bezeichnete. Keith Burkhardt von Cause for Alarm gab an, die Show wöchentlich mit „religiöser Inbrunst“ gehört zu haben. Zuschauerzahlen von in der Show angekündigten Konzerten verdreifachten sich gegenüber Konzerten, die lediglich in Printmedien wie der Village Voice angekündigt wurden. Der Musikjournalist Steven Blush sah Noise the Show als „Lebensader“ der aufkommenden Hardcore-Bewegung und zeigte auf, dass die Macher pro Woche 150 Briefe von Fans bekamen. Der Sachbuchautor George Hurchalla erkannte der Show eine zentrale Rolle in der Ausbildung der Hardcoreszene in den USA zu, da sie neben der Punk-Sendung Rodney on the ROQ auf KROQ (Los Angeles) und der MaximumrocknrollSendung auf KPFA (Großraum San Francisco) die einzige nennenswerte Sendung gewesen sei, die zu jener Zeit Punk und Hardcore gespielt habe. Der Musikjournalist und Trouser-Press-Gründer Ira Robbins sah in College-Radiostationen einen entscheidenden Multiplikator für die Karriere von Bands des alternativen Lagers und hob hier besonders Noise the Show hervor, die er als „wöchentliche Hardcore-Detonation“ bezeichnete. Der Musikjournalist Tony Rettman widmete Noise the Show in seiner Hardcore-Anthologie New York Hardcore 1980-1990 ein ganzes Kapitel. Darin mutmaßt der ehemalige Agnostic-Front-Sänger James Kontra, dass es zahlreiche Hardcore-Bands in den an New York angrenzenden Bundesstaaten New Jersey, Connecticut und Pennsylvania nur gäbe, weil sie durch Noise the Show mit der Musik in Kontakt gekommen seien.